# Leichtathletik-Europameisterschaften 2012/800 m der Männer

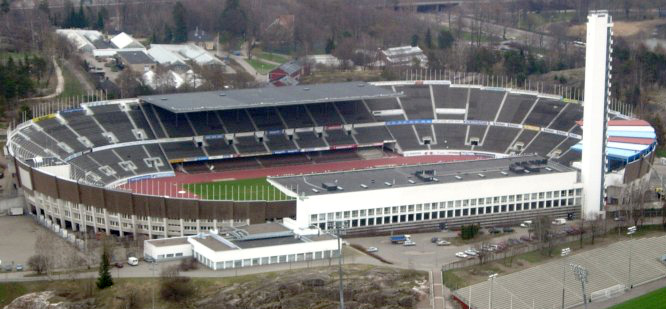
Das Olympiastadion Olympiastadion Helsinki im Jahr 2005

Der 800-Meter-Lauf der Männer bei den Leichtathletik-Europameisterschaften 2012 wurde vom 27. bis 29. Juni 2012 im Olympiastadion der finnischen Hauptstadt Helsinki ausgetragen.
Europameister wurde der russische Olympiasieger von 2004, Vizeweltmeister von 2003 und WM-Dritte von 2007/2011 Juri Borsakowski.
Er gewann vor dem Dänen Andreas Bube.
Bronze ging an den Franzosen Pierre-Ambroise Bosse.

## Bestehende Rekorde
| Weltrekord           | 1:41,01 min | David Lekuta Rudisha | Rieti, Italien            | 29. August 2010 |
| Europarekord         | 1:41,11 min | Wilson Kipketer      | Köln, Deutschland         | 24. August 1997 |
| Meisterschaftsrekord | 1:43,84 min | Olaf Beyer           | EM Prag, Tschechoslowakei | 31. August 1978 |

Der bereits seit 1978 bestehende EM-Rekord überdauerte auch diese Europameisterschaften unbeschadet. Es gab kein einziges auf Tempo gelaufenes Rennen, immer lief es auf den Spurt hinaus. Am schnellsten war der erste Vorlauf, in dem der britische Sieger Gareth Warburton mit 1:45,80 min fast zwei Sekunden langsamer war als Olaf Beyer bei seinem Meisterschaftsrekord. Zum Europarekord fehlten Gareth Warburton 4,69 s, zum Weltrekord 5,59 s.

## Legende
Kurze Übersicht zur Bedeutung der Symbolik – so üblicherweise auch in sonstigen Veröffentlichungen verwendet:
| NUR23 | Nationaler U23-Rekord                    |
| DNF   | Wettkampf nicht beendet (did not finish) |
| DSQ   | disqualifiziert                          |
| IWR   | Internationale Wettkampfregeln           |
| TR    | Technische Regeln                        |

## Vorrunde
27. Juni 2012
Die Vorrunde wurde in fünf Läufen durchgeführt. Die ersten vier Athleten pro Lauf – hellblau unterlegt – sowie die darüber hinaus vier zeitschnellsten Läufer – hellgrün unterlegt – qualifizierten sich für das Halbfinale.

### Vorlauf 1

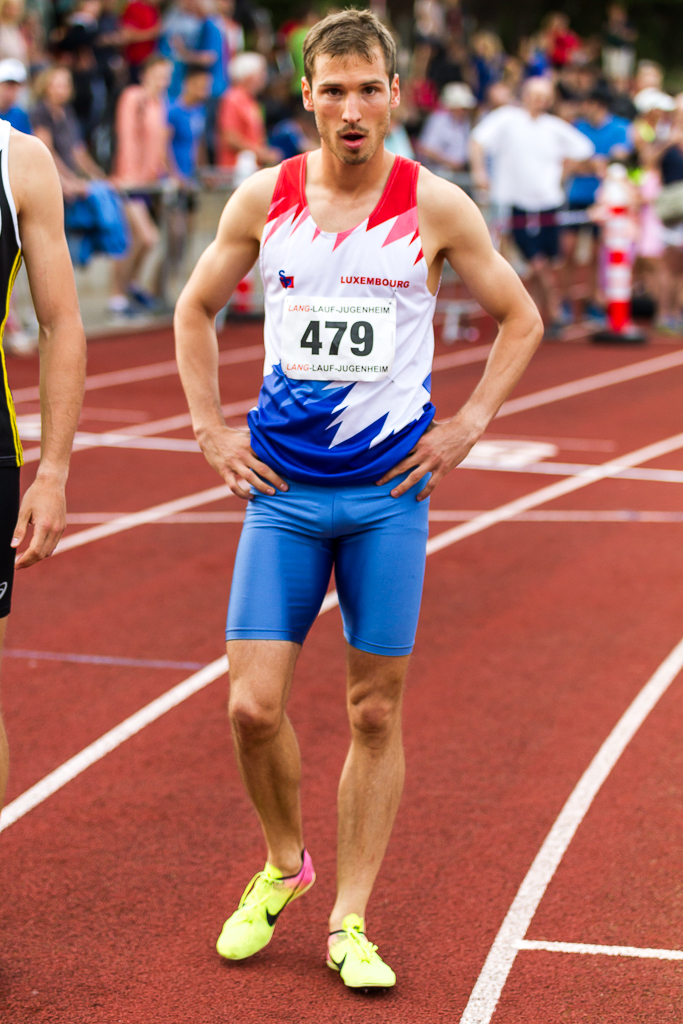
Charles Grethen schied im ersten Vorlauf aus

| Platz | Name             | Nation         | Zeit (min) |
| ----- | ---------------- | -------------- | ---------- |
| 1     | Gareth Warburton | Großbritannien | 1:45,80    |
| 2     | Andreas Bube     | Dänemark       | 1:46,51    |
| 3     | Žan Rudolf       | Slowenien      | 1:46,98    |
| 4     | Ioan Zaizan      | Rumänien       | 1:47,31    |
| 5     | Oleh Kajafa      | Ukraine        | 1:47,56    |
| 6     | Thijmen Kupers   | Niederlande    | 1:47,69    |
| 7     | Charles Grethen  | Luxemburg      | 1:53,22    |
| DNF   | Brice Etès       | Monaco         |            |

### Vorlauf 2

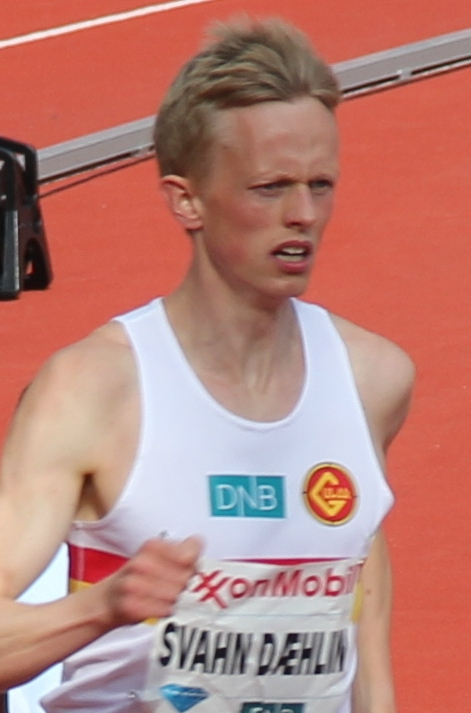
Als Sechster seines Vorlaufs erreichte Ådne Svahn Dæhlin nicht die nächste Runde
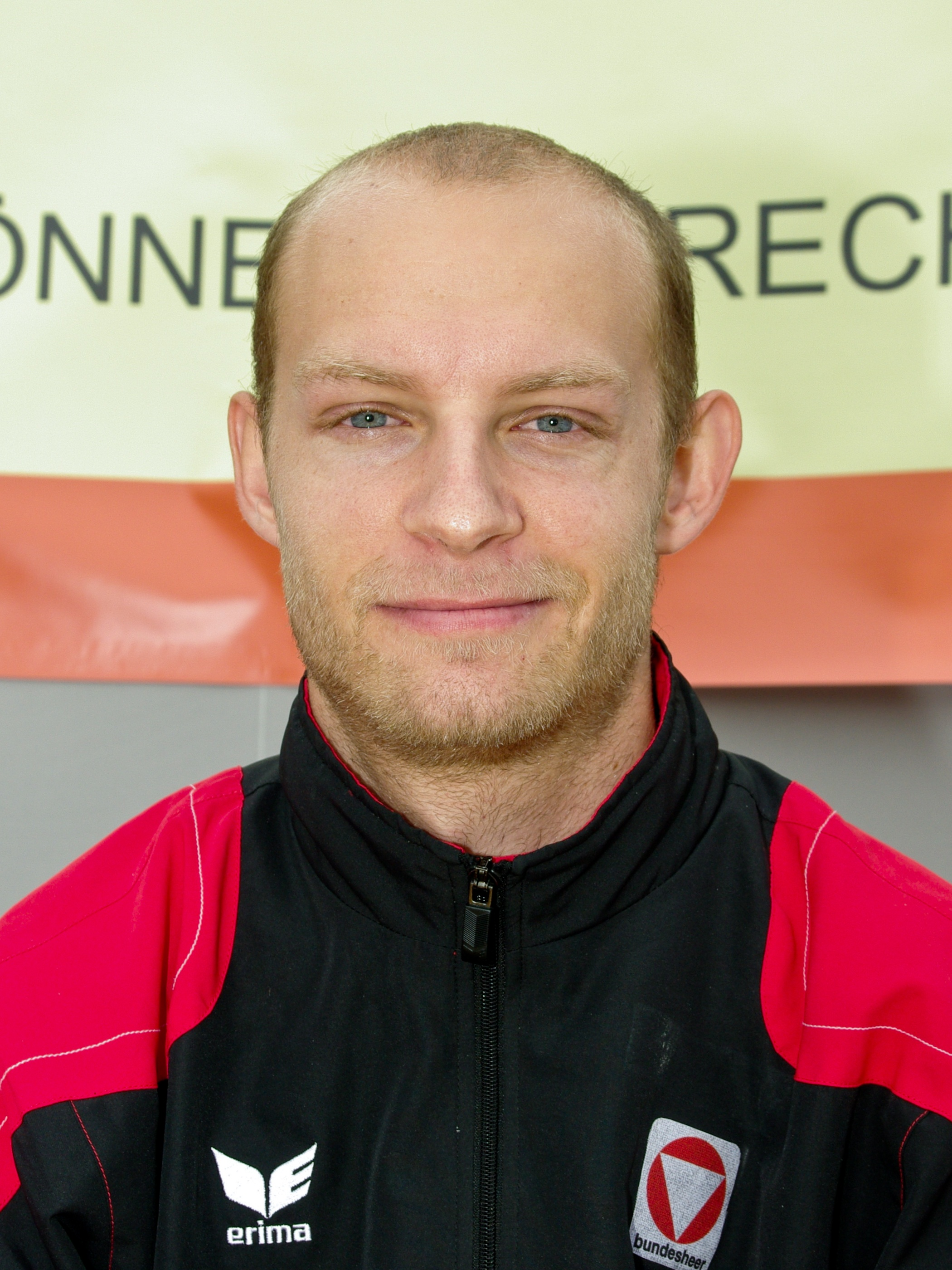
Andreas Rapatz scheiterte als Siebter seines Vorlaufs

| Platz | Name                  | Nation                  | Zeit (min)    |
| ----- | --------------------- | ----------------------- | ------------- |
| 1     | Sebastian Keiner      | Deutschland             | 1:48,09       |
| 2     | Pierre-Ambroise Bosse | Frankreich              | 1:48,23       |
| 3     | Amel Tuka             | Bosnien und Herzegowina | 1:48,32 NU23R |
| 4     | Jakub Holuša          | Tschechien              | 1:48,54       |
| 5     | Dmitrijs Jurkevičs    | Lettland                | 1:48,59       |
| 6     | Ådne Svahn Dæhlin     | Norwegen                | 1:49,34       |
| 7     | Andreas Rapatz        | Österreich              | 1:51,79       |
| 8     | Dustin Emrani         | Israel                  | 1:58,69       |

### Vorlauf 3

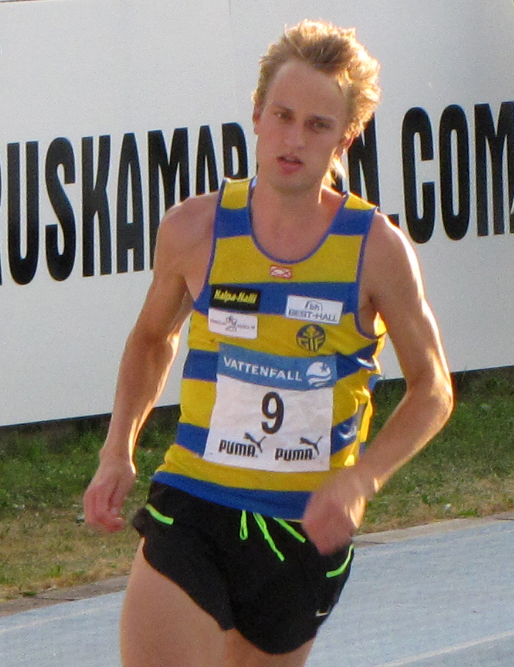
Tommy Granlund schied als Achter seines Vorlaufs aus

| Platz | Name               | Nation         | Zeit (min) |
| ----- | ------------------ | -------------- | ---------- |
| 1     | Sören Ludolph      | Deutschland    | 1:47,10    |
| 2     | Mukhtar Mohammed   | Großbritannien | 1:47,11    |
| 3     | Jozef Repčík       | Slowakei       | 1:47,41    |
| 4     | Luis Alberto Marco | Spanien        | 1:47,62    |
| 5     | Jan Kubista        | Tschechien     | 1:47,66    |
| 6     | Ihor Davydov       | Ukraine        | 1:47,79    |
| 7     | Johan Rogestedt    | Schweden       | 1:48,86    |
| 8     | Tommy Granlund     | Finnland       | 1:50,12    |

### Vorlauf 4

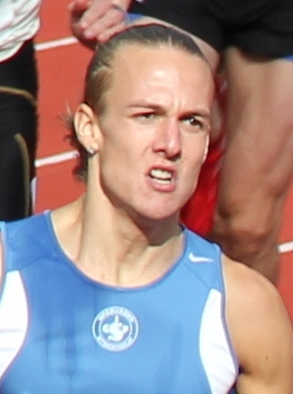
Johan Svensson verfehlte das Halbfinale in seinem Vorlauf um einen Rang
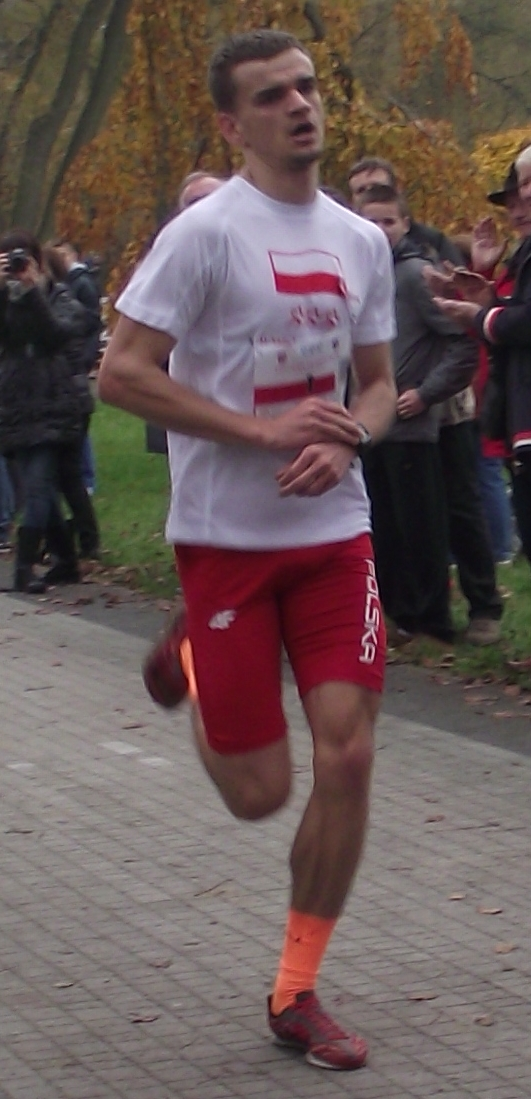
Szymon Krawczyk – im vierten Vorlauf disqualifiziert

| Platz | Name                 | Nation     | Zeit (min)                         |
| ----- | -------------------- | ---------- | ---------------------------------- |
| 1     | Juri Borsakowski     | Russland   | 001:47,48                          |
| 2     | Antonio Manuel Reina | Spanien    | 001:47,61                          |
| 3     | Paul Renaudie        | Frankreich | 001:47,74                          |
| 4     | Thomas Roth          | Norwegen   | 001:47,78                          |
| 5     | Johan Svensson       | Schweden   | 001:48,21                          |
| 6     | Péter Szemeti        | Ungarn     | 001:49,13                          |
| DSQ   | Szymon Krawczyk      | Polen      | IWR 163, TR17.3.1 – Bahnübertreten |

### Vorlauf 5
| Platz | Name               | Nation       | Zeit (min) |
| ----- | ------------------ | ------------ | ---------- |
| 1     | Robert Lathouwers  | Niederlande  | 1:48,00    |
| 2     | Jan Van Den Broeck | Belgien      | 1:48,35    |
| 3     | Hamid Oualich      | Frankreich   | 1:48,44    |
| 4     | Kevin López        | Spanien      | 1:48,46    |
| 5     | Vitalij Kozlov     | Litauen      | 1:48,61    |
| 6     | Raphael Pallitsch  | Österreich   | 1:48,84    |
| 7     | Andreas Dimitrakis | Griechenland | 1:49,88    |

## Halbfinale
28. Juni 2012, 17:35 Uhr
In den drei Halbfinalläufen qualifizierten sich die jeweils ersten beiden Athleten – hellblau unterlegt – sowie die darüber hinaus zwei zeitschnellsten Läufer – hellgrün unterlegt – für das Finale.

### Lauf 1

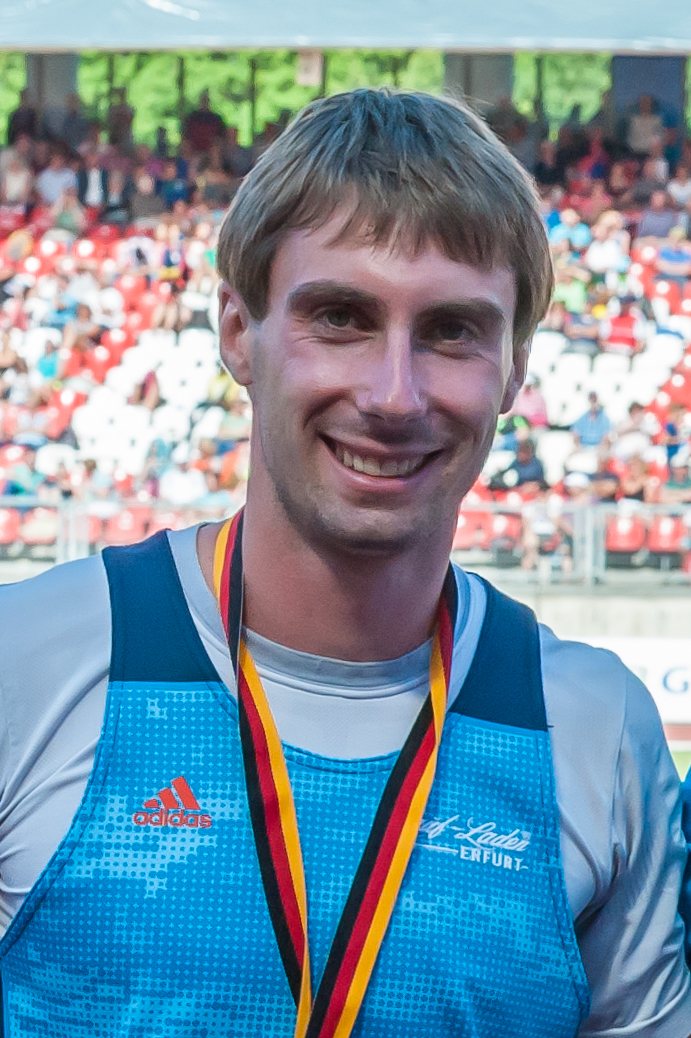
Um drei Hundertstelsekunden verpasste Sebastian Keiner das Finale
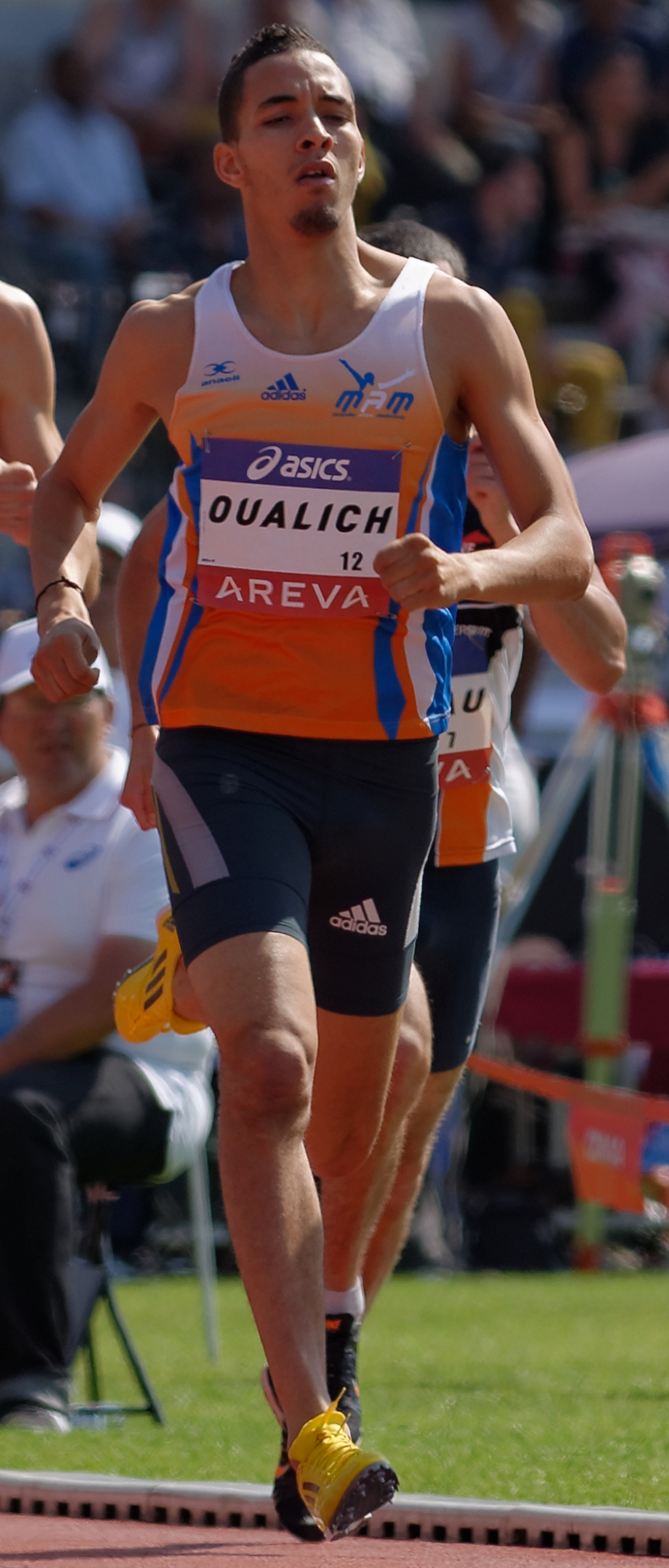
Sein fünfter Rang im ersten Semifinale reichte Hamid Oualich nicht für das Finale
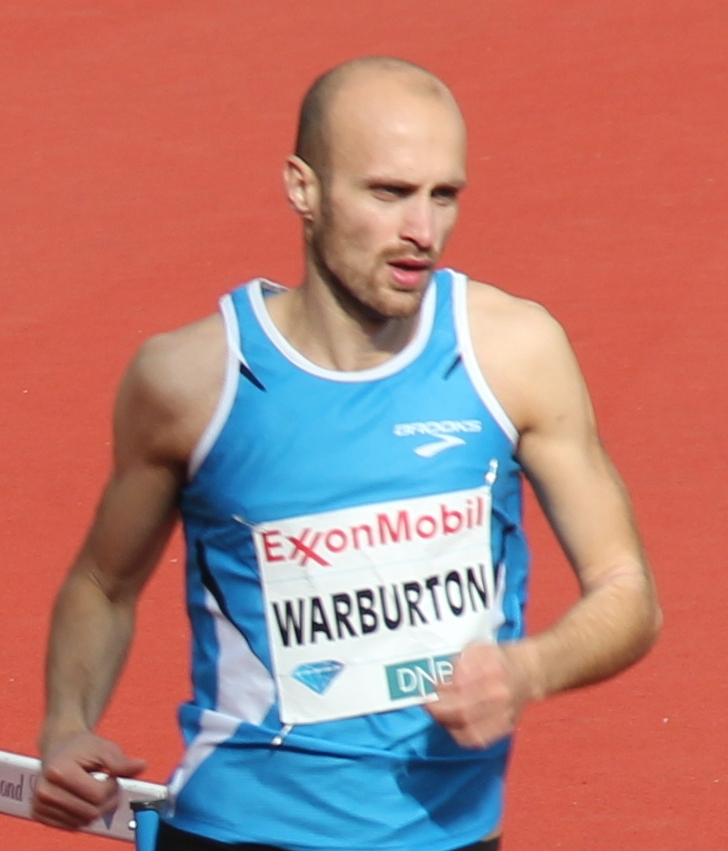
Gareth Warburton – im Vorlauf mit der schnellsten Zeit des gesamten Wettbewerbs noch ganz vorne und nun als Achter im ersten Halbfinale ausgeschieden

| Platz | Name                 | Nation         | Zeit (min) |
| ----- | -------------------- | -------------- | ---------- |
| 1     | Antonio Manuel Reina | Spanien        | 1:46,49    |
| 2     | Jozef Repčík         | Slowakei       | 1:46,62    |
| 3     | Jakub Holuša         | Tschechien     | 1:46,63    |
| 4     | Thomas Roth          | Norwegen       | 1:46,88    |
| 5     | Sebastian Keiner     | Deutschland    | 1:46,91    |
| 6     | Hamid Oualich        | Frankreich     | 1:47,14    |
| 7     | Ihor Davydov         | Ukraine        | 1:47,22    |
| 8     | Gareth Warburton     | Großbritannien | 1:47,37    |

### Lauf 2

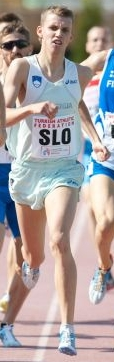
Žan Rudolf wurde im zweiten Semifinale Vierter, was nicht für die Finalteilnahme reichte
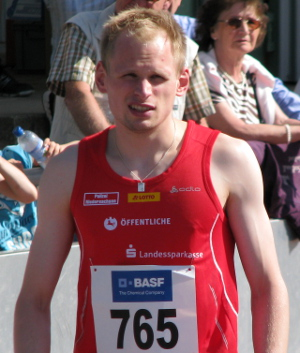
Als Fünfter seines Halbfinallaufs schied Sören Ludolph aus
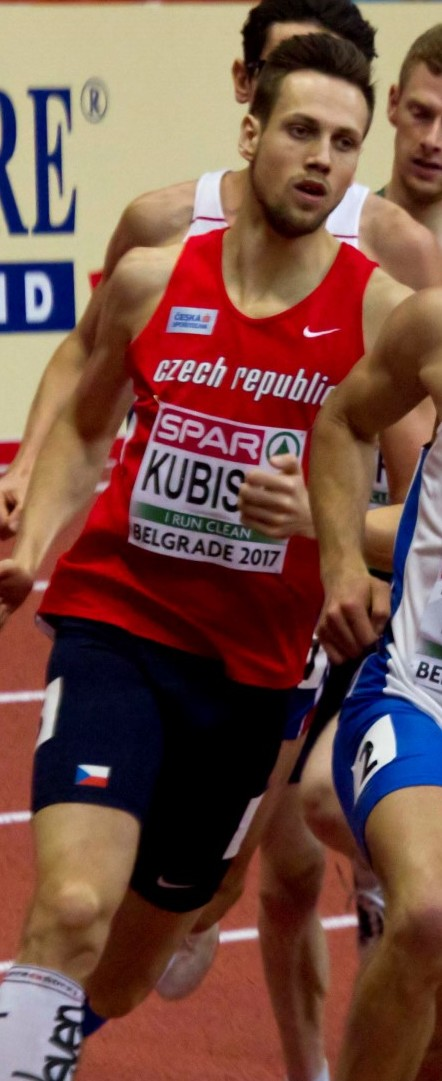
Jan Kubistas sechster Platz in seinem Semifinalrennen war zu wenig für die Finalteilnahme
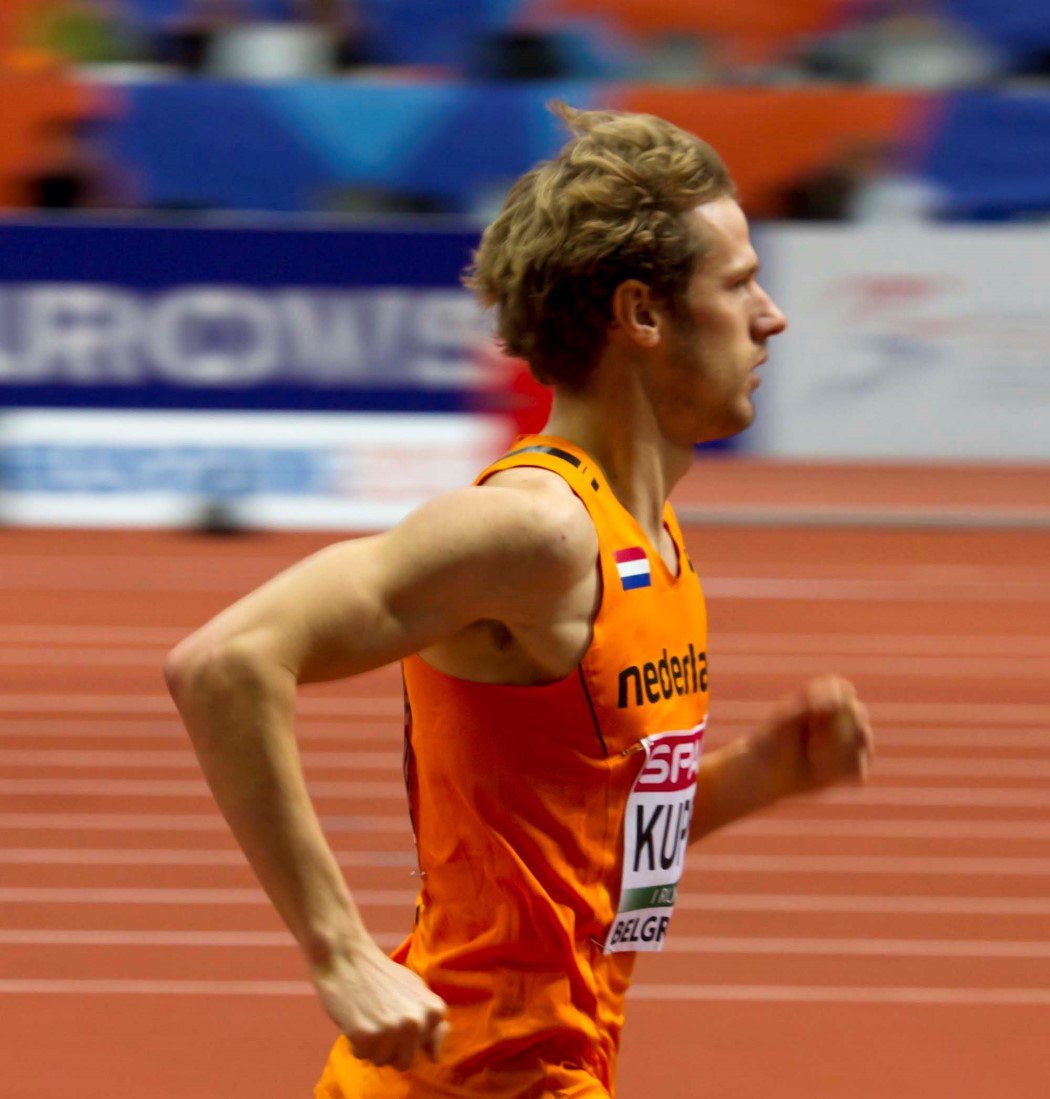
Thijmen Kupers scheiterte als Achter seines Rennens im Halbfinale

| Platz | Name                  | Nation      | Zeit (min) |
| ----- | --------------------- | ----------- | ---------- |
| 1     | Pierre-Ambroise Bosse | Frankreich  | 1:46,70    |
| 2     | Juri Borsakowski      | Russland    | 1:46,92    |
| 3     | Kevin López           | Spanien     | 1:47,30    |
| 4     | Žan Rudolf            | Slowenien   | 1:47,41    |
| 5     | Sören Ludolph         | Deutschland | 1:48,06    |
| 6     | Jan Kubista           | Tschechien  | 1:48,94    |
| 7     | Oleh Kajafa           | Ukraine     | 1:49,61    |
| 8     | Thijmen Kupers        | Niederlande | 1:50,37    |

### Lauf 3

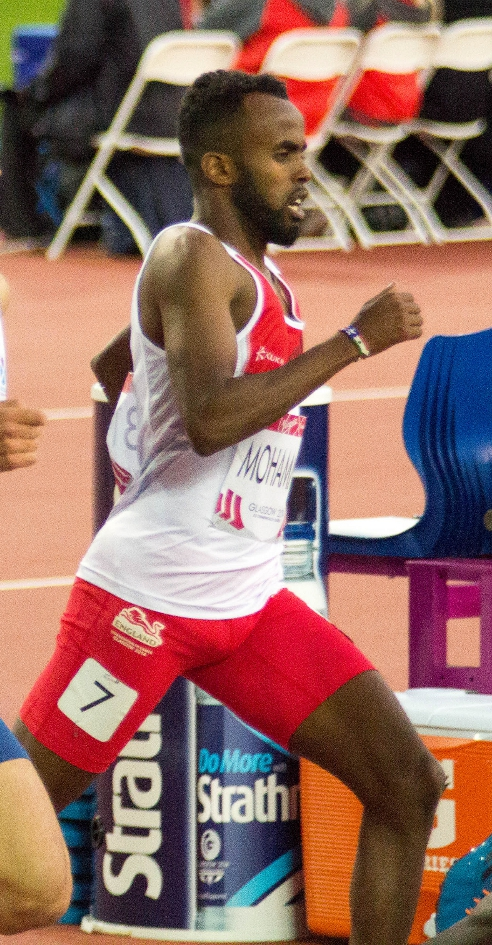
Trotz seines dritten Rangs im letzten Semifinale erreichte Mukhtar Mohammed nicht das Finale
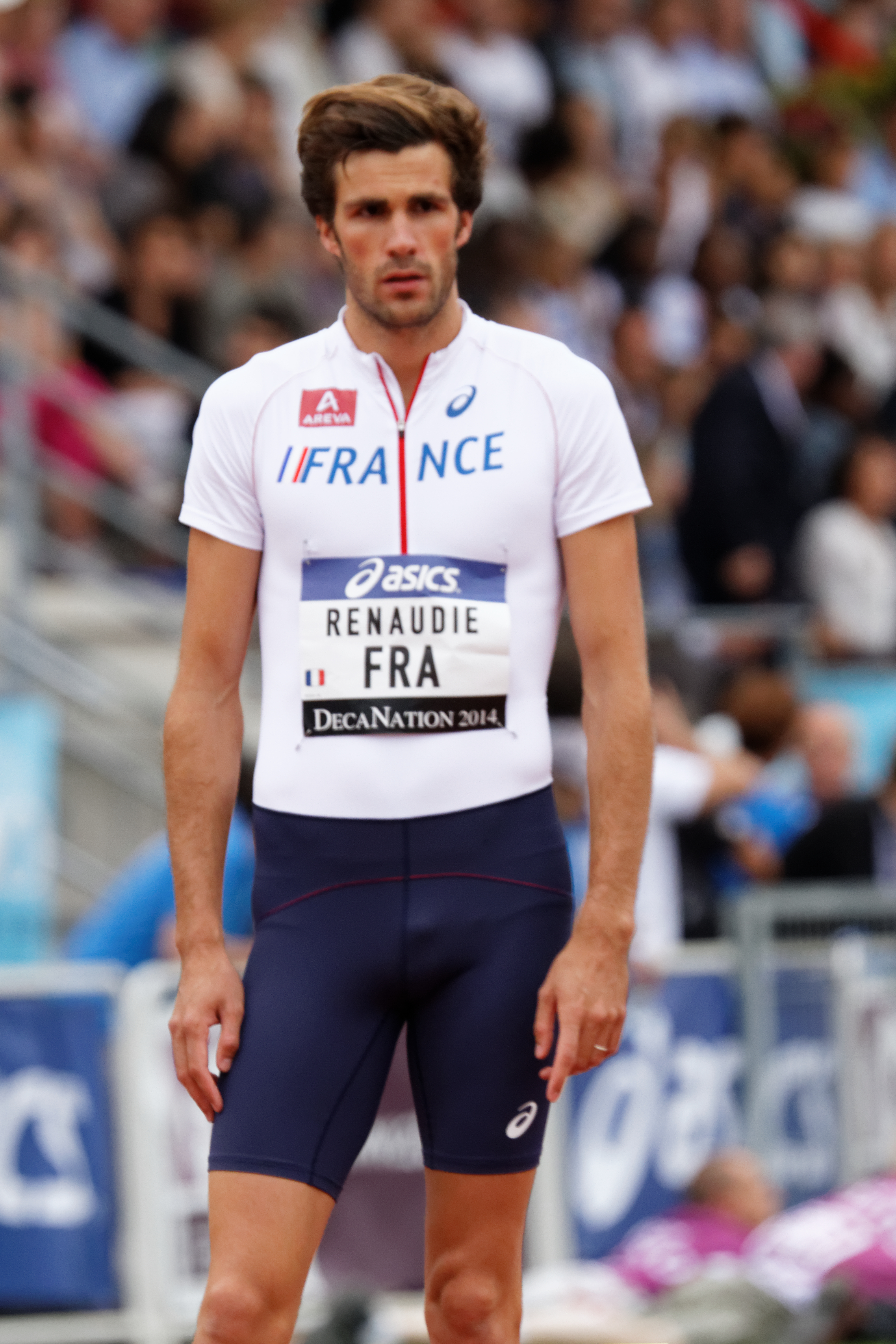
Paul Renaudie – Vierter im dritten Halbfinale und damit ausgeschieden
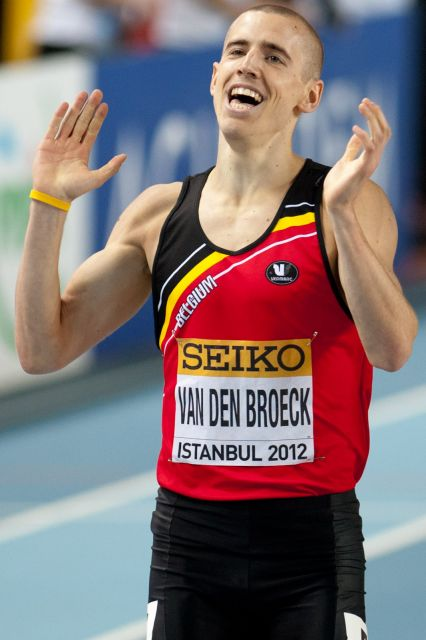
Als Siebter seines Rennens war der Wettbewerb für Jan Van Den Broeck nach dem Halbfinale beendet
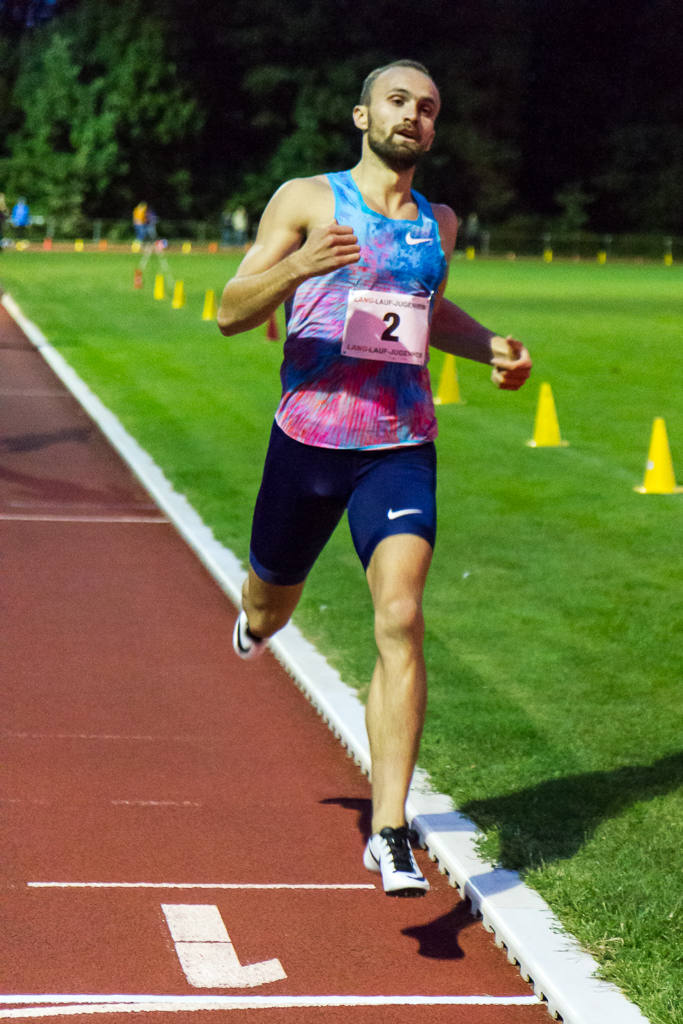
Amel Tuka blieb als Achter seines Halbfinalrennens chancenlos

| Platz | Name               | Nation                  | Zeit (min) |
| ----- | ------------------ | ----------------------- | ---------- |
| 1     | Andreas Bube       | Dänemark                | 1:48,48    |
| 2     | Robert Lathouwers  | Niederlande             | 1:48,49    |
| 3     | Mukhtar Mohammed   | Großbritannien          | 1:48,84    |
| 4     | Paul Renaudie      | Frankreich              | 1:48,97    |
| 5     | Luis Alberto Marco | Spanien                 | 1:49,06    |
| 6     | Ioan Zaizan        | Rumänien                | 1:49,91    |
| 7     | Jan Van Den Broeck | Belgien                 | 1:50,63    |
| 8     | Amel Tuka          | Bosnien und Herzegowina | 1:51,14    |

## Finale

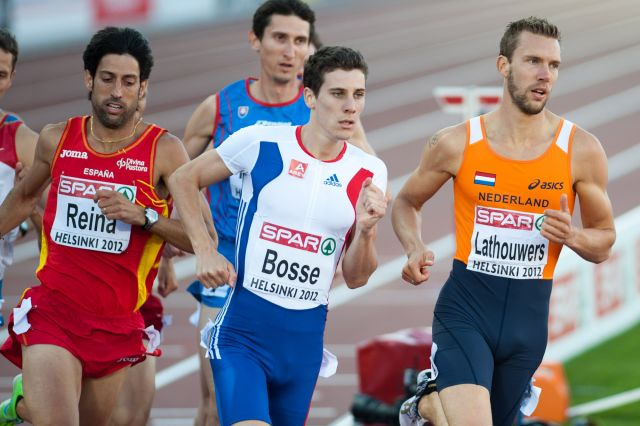
Das 800-Meter-Finale

29. Juni 2012, 19:40 Uhr
| Platz | Name                  | Nation      | Zeit (min) |
| ----- | --------------------- | ----------- | ---------- |
| 1     | Juri Borsakowski      | Russland    | 1:48,61    |
| 2     | Andreas Bube          | Dänemark    | 1:48,69    |
| 3     | Pierre-Ambroise Bosse | Frankreich  | 1:48,83    |
| 4     | Antonio Manuel Reina  | Spanien     | 1:48,98    |
| 5     | Jakub Holuša          | Tschechien  | 1:48,99    |
| 6     | Robert Lathouwers     | Niederlande | 1:49,22    |
| 7     | Jozef Repčík          | Slowakei    | 1:49,42    |
| 8     | Thomas Roth           | Norwegen    | 1:49,54    |

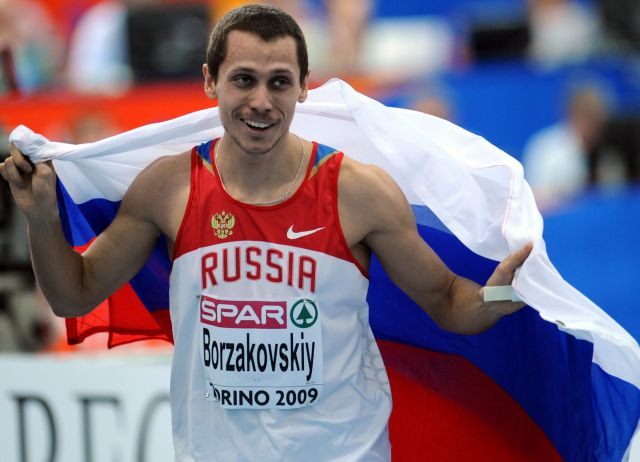
Der Olympiasieger von 2004 und dreifache WM-Medaillengewinner Juri Borsakowski wurde Europameister
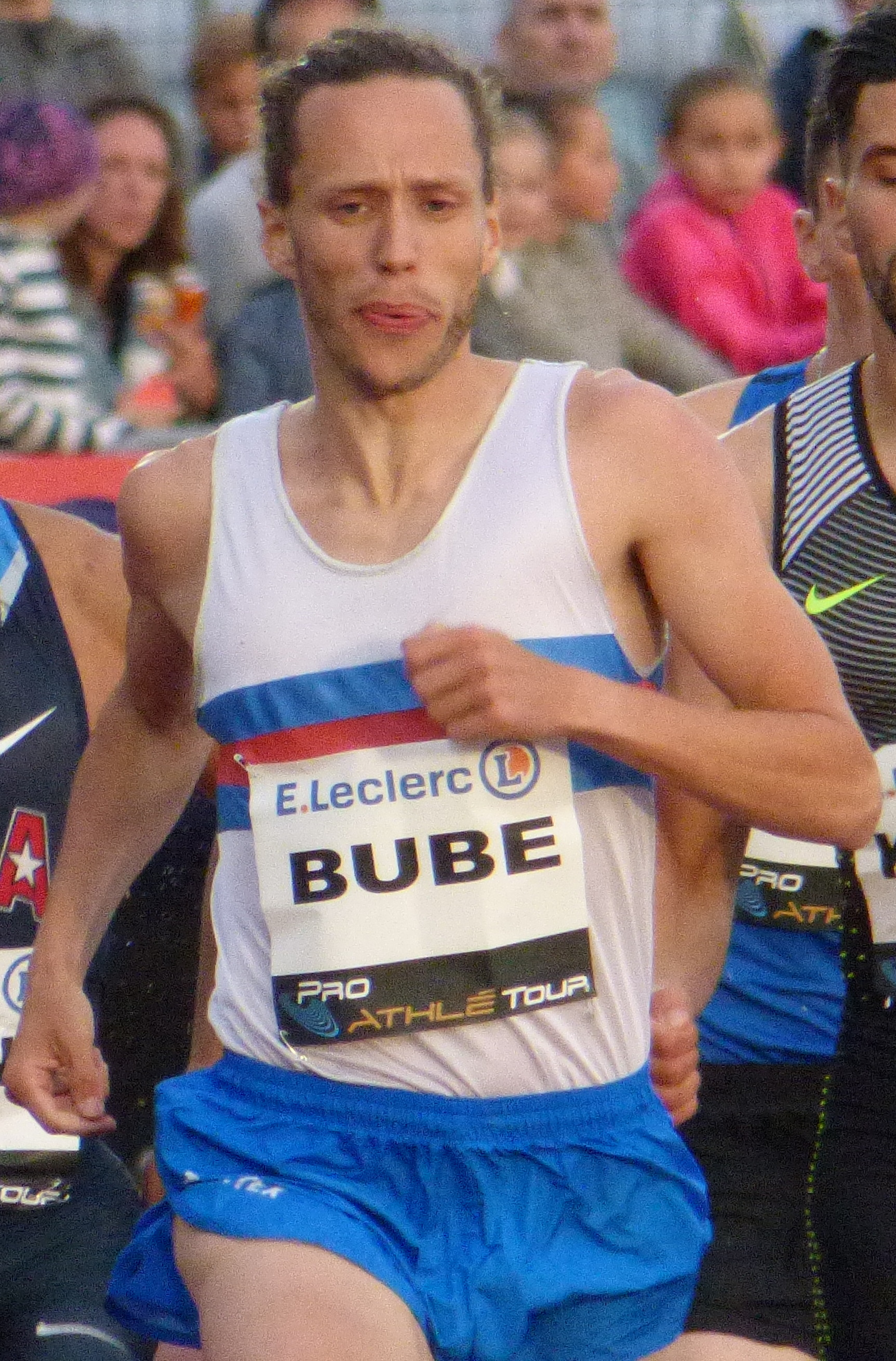
Silbermedaillengewinner Andreas Bube
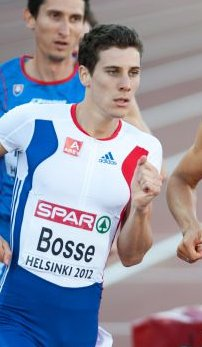
Für Pierre-Ambroise Bosse gab es Bronze – 2017 wurde er Weltmeister und 2018 noch einmal EM-Dritter

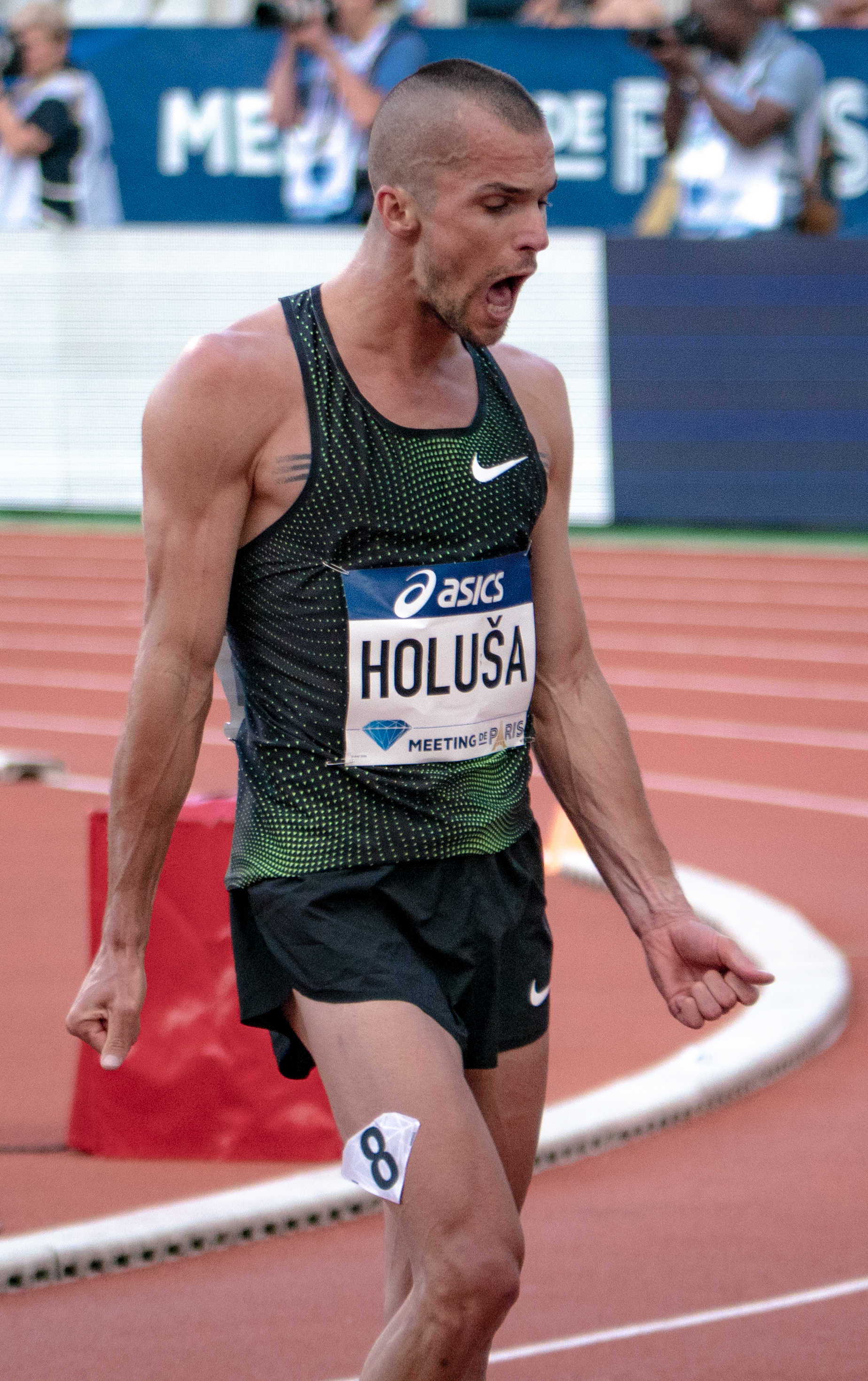
Jakub Holuša belegte Rang fünf
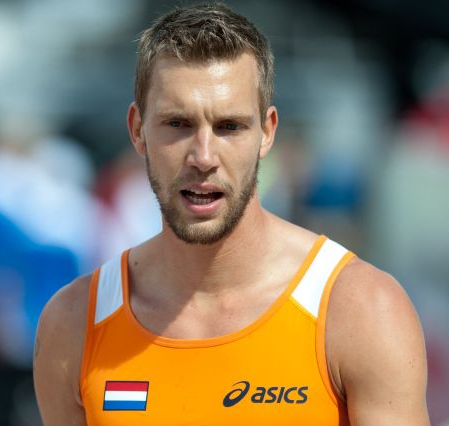
Robert Lathouwers wurde Sechster in diesem Finale
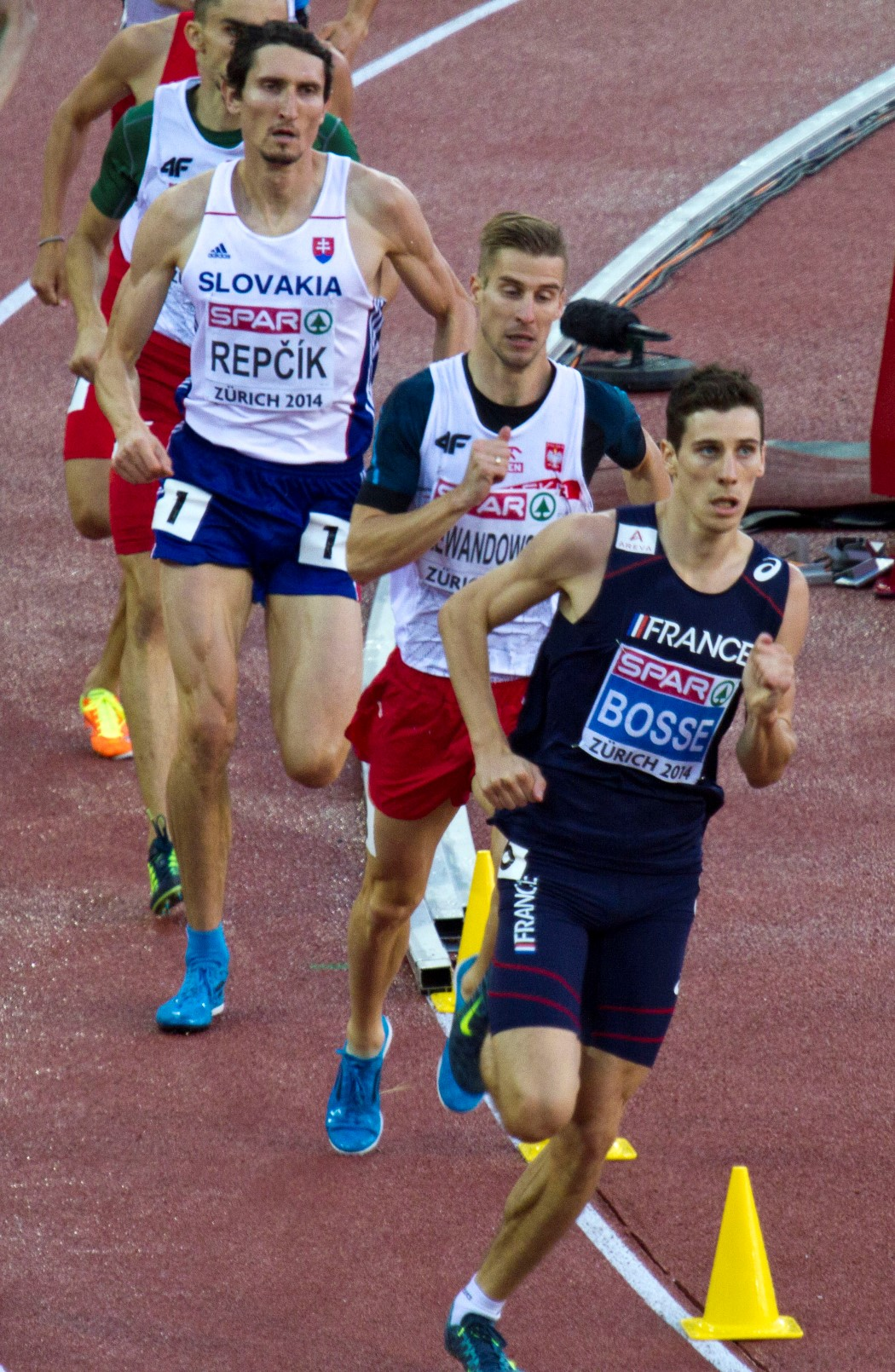
Jozef Repčík (Dritter von rechts) erreichte Platz sieben

## Videolink
- yuriy borzakovskiy 2012 800m european athletics championships helsinki men final 1:48.61, youtube.com, abgerufen am 24. Februar 2023